# Laura Berg
Laura Kay Berg, född 6 januari 1975 i Santa Fe Springs, Kalifornien, är en amerikansk softbollspelare, som vann guld i de olympiska sommarspelen 1996, 2000 och 2004 som centerfielder för det amerikanska landslaget. Berg spelade också för det amerikanska landslag som vann silver vid olympiska sommarspelen 2008 och blev därmed den enda spelare som både vunnit tre OS-guld och fyra OS-medaljer. Hon har även vunnit världsmästerskapen 1994, 1998, 2002 och 2006 samt softbollturneringen vid Panamerikanska spelen 1999, 2003 och 2007.